# Сальмонела
Сальмонела (Salmonella) — рід грам-негативних бактерій, родини ентеробактерій, що спричинюють черевний тиф, паратифи і сальмонельози. Види Salmonella рухомі за допомогою джгутиків і виробляють сірководень.

## Історія
Родова назва Salmonella була надана цим бактеріям у 1890 році на честь Данієля Елмера Сальмона, американського ветеринарного хірурга і патолога, який у 1885 році описав мікроорганізми, разом з відомим американським епідеміологом, гігієністом та організатором охорони здоров'я Теобальдом Смітом виділили збудника від свиней, що вважалися збудниками чуми свиней, і назвав їх Bacterium suipestifer. У 1888 р. німецький учений A. Гартнер уперше обґрунтував бактерійну етіологію «м'ясних отруєнь». Під час спалаху захворювання осіб, які споживали м'ясо вимушено забитої корови, він виділив ідентичні бактерії з м'яса тварини і селезінки померлої людини, які отримати назву палички Гартнера. Згодом стали виділяти бактерії, подібні за морфологічними і біохімічними властивостями до бактерій Сальмона і Гартнера. У 1900 р. Ж. Ліньєре на честь Д. Сальмона назвав рід цих бактерій сальмонелами.
Зараз ця група мікроорганізмів надзвичайно обширна. У назвах мікроорганізмів відбито назви хвороб людей або тварин (S. typhi, S. paratyphi A, S. paratyphi B, S. enteritidis, S. abortus-bovis, S. abortus-equi, S. cholerae-suis, S .typhimurium), країн (S. brasil, S. canada, S. congo), міст (S. aberden, S. hamburg, S. moscow, S. dar-es-salam), кварталів міст (S. amager), вулиць, де знаходився інститут, що виділив сальмонели (S. kuessel, S. sterrenbos), вулиць, де жив хворий (S. irenea), шпиталів (S. blegdam, S. virchow), прізвища осіб, що її описали (S. arechavaeeta, S. morehead), зоологічні назви тварин (S. fulica, S. cairina), матеріал, з якого виділено (S. aqua, S. os), назви річок (S. humber, S. mendosa), гір, долин (S. carmel, S. emek, S. shubra), комбінації складів, літер [S. anfo (animal food), S. ceyco (ceylonese coconut0, S. chinovum (chinese ovum), S. ank (adress not known)], прізвища композиторів і лібретистів (з свіжезаморожених яєць виділено S. sullivan i S. gilbert), описано S. charity (милосердя), S. verity (істина), S. patience (терпіння). Щорічно список поповнюється 50 новими назвами.

## Термінологія
Рід Salmonella є членом родини Ентеробактерій, складається з бактерій, пов'язаних один з одним як фенотипово так і генетично. ДНК сальмонел, основа складається з 50-52 % молекул G + C, аналогічно Escherichia, Shigella і Citrobacter. Аналогічні співвідношення були знайдені за допомогою чисельної систематики та аналізу 16S ssRNA. Бактерії роду Salmonella також пов'язані один з одним за допомогою ДНК-послідовності.
Термінологія роду Salmonella була спірною, так як оригінальна систематика роду не була пов'язана з ДНК, а імена були дані відповідно до клінічних міркувань, наприклад, сальмонела черевного тифу, Salmonella cholerae-suis, Salmonella abortus-bovis тощо. При серологічному аналізі, який лежить в основі схеми Кауфман-Вайта (1946 рік) кожен серологічний варіант сальмонели розглядався як біологічний вид.

## Будова та стійкість сальмонел

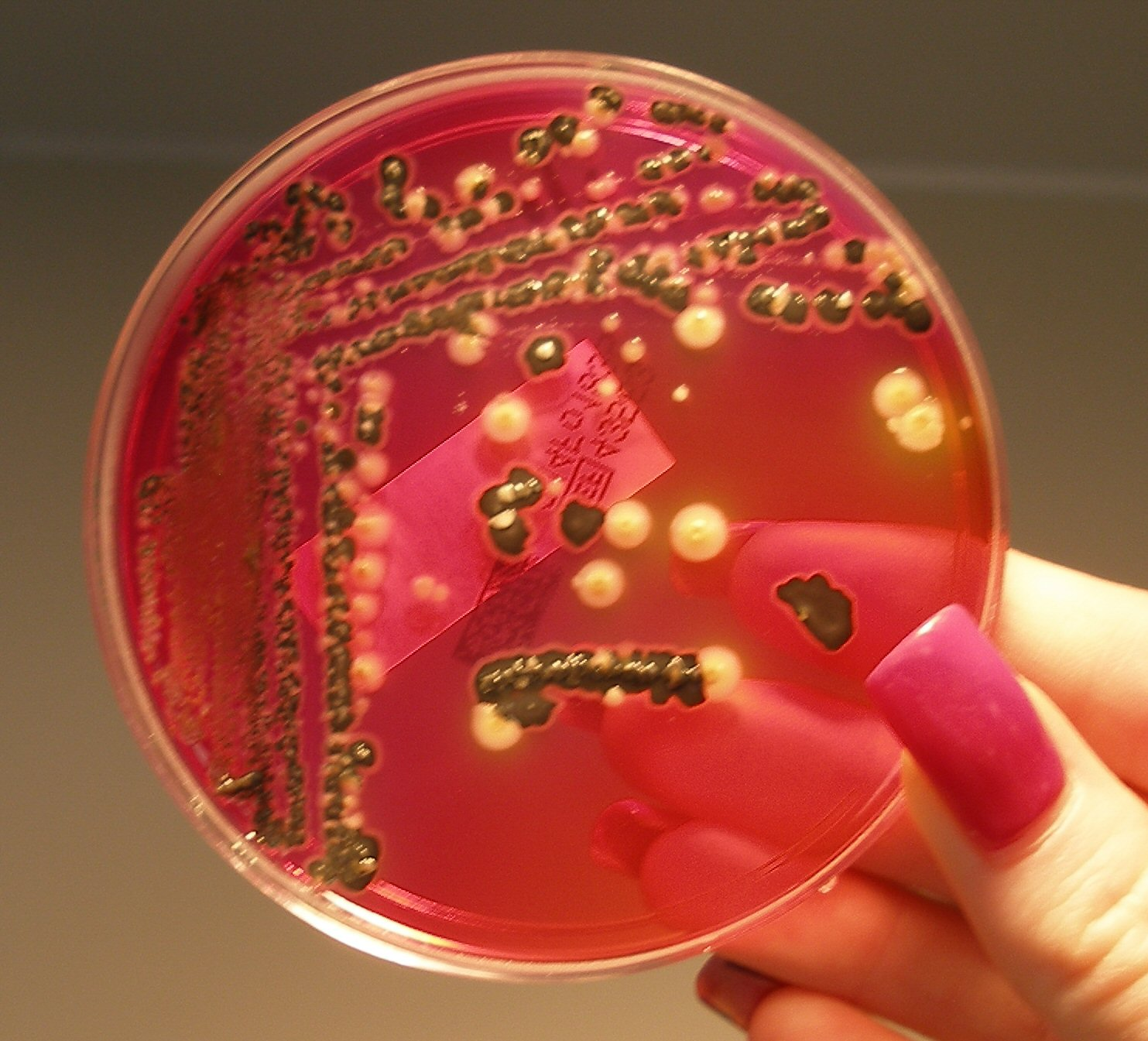
Зростання сальмонел на агарі XLT

Сальмонели мають вигляд дрібних паличок із заокругленими кінцями, грамнегативні, спор і капсул не утворюють. Більшість бактерій рухомі, мають по всій поверхні джгутики (перетрихи). Продукують екзотоксини, зокрема, ентеротоксини (термолабільний і термостабільний), цитотоксин, мають особливу білкову систему, що запускає в ентероцитах так званий «III тип секреції». При руйнуванні сальмонели виділяють ендотоксин (ліпополісахаридний комплекс). Мікроби здатні до внутрішньоклітинного паразитування. Добре ростуть на простих поживних середовищах (в Україні для цього використовують середовища Ендо, Плоскірєва, вісмут-сульфіт агар, жовчний бульйон, адже сальмонели добре ростуть за наявності домішку жовчі, а інші збудники — погано) при температурі від 6 до 46 °С (оптимальною є температура 35-37 °С).
Сальмонели досить стійкі до дії фізичних і хімічних факторів довкілля. Вони можуть зберігати життєздатність у воді до 3 місяців, у кормах тварин — до 1,5 року, у м'ясі та яйцях — до 7 міс., у заморожених продуктах, висушених фекаліях — до 2 років. У молочних і готових м'ясних продуктах сальмонели здатні розмножуватись. Бактерії стійкі до соління, копчення. Для їх знищення необхідна тривала термічна обробка харчових продуктів. Так, щоб знищити сальмонел у шматку м'яса масою 0,4 кг, його необхідно варити щонайменше 2,5 години.

## Виділення і клінічний аналіз
При клінічних дослідженнях у країнах розвиненої медицини сальмонел ізолюють на поживних середовищах — агарі Макконлі, агарі XLD, агарі XLT, агарі DCA або агарі Оноза (Önöz). Оскільки під час спричинених ними кишкових інфекцій їх кількість значно менше кількості бактерій нормальної флори, первинна ізоляція вимагає використання добірного засобу, тому застосування недобірних середовищ (наприклад, агар CLED) не практикують. Часто зразки (наприклад, випорожнень), що потрібно аналізувати на наявність сальмонел, містять настільки мало бактерій, що перед висіванням на агарі їх потрібно «збагачувати», витримуючи зразок в середовищі (у бульйоні), багатому на поживні речовини, таких як селенітний бульйон або соєвий пептоновий бульйон Раппапорта Вассіліадіса. Добірні середовища перешкоджають зростанню більшості мікробів нормальної флори, дозволяючи отримати культури із значним числом клітин сальмонели. Після чого кількість клітин сальмонели ще збільшують та очищають за допомогою висівання на первинних добірних середовищах. На агарі крові вони формують вологі колонії від 2 до 3 мм в діаметрі (при висіванні на момент 16-20 годин від початку).
Коли сальмонел вирощують протягом тривалого часу при температурі 25—28 °C, то деякі штами утворюють біофільми (або біоплівку), що являють собою шари бактерії в матриці з полісахаридів і білків. Здатність до утворення біофільмів може вказувати на диморфізм, здатністю одного генотипу утворювати більш ніж один фенотип у відповідь на зміну природних умов.
Сальмонела зазвичай не зброджує лактозу, більшість штамів виробляють водневий сульфід, який, в середовищах із залізистим цитратом амонію реагує з утворення темної плями усередині колоній.

## Ферментативні властивості
Ферментативні властивості сальмонел різноманітні і варіабельні. Більшість сальмонел розщеплюють вуглеводи (глюкозу, маніт, мальтозу) до кислоти і газу; S. typhi розщеплює ці вуглеводи до кислоти і без газу; утворюють сірководень (за невеликим винятком, у тому числі і S. paratyphi A), не утворюють індол.

## Класифікація
Таксономія роду Salmonella дуже складна. станом на грудень 2005 року були відомі два види в межах роду: S. bongori (раніше підвид V) і S. enterica (раніше S. cholerae suis), останній вид розділений на шість підвидів:
- I — enterica
- II — salamae
- IIIa — arizonae
- IIIb — diarizonae
- IV — houtenae
- V — не використовують (призначений для S. bongori)
- VI — indica

У межах обох видів також чимало (понад 2500) сероварів, яких знайдено в різних біотопах навколишнього середовища і асоційовано з різними захворюваннями. Найбільше захворювань людини (>99.5 %) спричинюють підвиди S. enterica. Для спрощення, в медичній практиці рекомендовано називати серовари, опускаючи видову назву, наприклад,
Salmonella Typhi
замість формально правильної таксономічної назви
Salmonella enterica subspecies enterica serovar Typhi.
Штами Salmonella зазвичай класифікують за сероварами згідно з класифікацією Кауфмана-Вайта, яку Центр з вивчення сальмонел (ВООЗ, 2007 р.) об'єднав з класифікацією Ле Мінора-Попоффа. Найбільша різниця полягає в різновидах соматичного O-антигена, потім джгутикового H-антигена. За відмінностями О-антигенів виділяють серологічні групи А, В, С, D, E тощо. Всередині кожної групи, за особливостями будови Н-антигенів, й розрізняють сероваріанти. H-антигени також поділяють на фазу 1 і фазу 2. Обидві фази H-антигенів потрібні для повної ідентифікації штама, проте на практиці ці дослідження не проводять при рутинних клінічних дослідженнях. У бактерій О-антигени можуть змінюватись, що призводить до трансформації одного серовару в інший. Сальмонелам притаманна фазова конверсія — зміна О-антигенів конвертуючим фагом. За рахунок спільності окремих О-антигенів можливі перехресні серологічні реакції сальмонел між собою та іншими бактеріями родини Enterobacteriaceae.
Приклади:
- Salmonella Enteritidis (1,9,12:g, m) — означає наявність O-антигенів 1, 9 і 12; наявність H-антигенів — g та m.
- Salmonella Typhi (9,12,Vi: d:−) — означає наявність O антигенів 9, 12,; наявність H-антигену d. Vi-антиген асоційований з бактеріальною капсулою, що дія як фактор вірулентності (Vi) — антиген вірулентності, який притаманний тифозним сальмонелам.

У клінічній практиці дослідження проводять тільки для виявлення невеликого числа сероварів (решта є рідкісною або непатогенною). Зазвичай тестування провидять на такі антигени:
- O-антигени: 2 4 6.7 8 9 і 3.10
- H-антигени 1 фази: a b d E G i Vi
- H-антигени 2 фази: 1,2 1,5 1,6 1,7

Штами, не визначені за допомогою цих антигенів, в Україні відсилають до центральних лабораторій для подальшої ідентифікації.
Серовари сальмонел мають найрізноманітніші назви: це назви хвороб, що вони спричинюють, назви тварин, від яких їх було виділено, назви країн чи міст, де їх було виявлено, тощо. Хоча кількість відкритих сероварів щороку збільшується, однак до 70 % захворювань спричиняють 10-12 домінуючих. В Україні на сьогодні превалюють S. enteritidis, S. typhimurium, S. cholerae suis, S. newport, S. haifa, S. anatum, S. derby.

## Резистентність
Сальмонели стійкі в навколишньому середовищі. У воді відкритих водойм і питній воді вони зберігаються від 11 до 120 днів, у морській воді — від 15 до 27 днів, у Ґрунті — від 1 до 9 місяців, в кімнатному пилу — від 80 днів до 18 міс, в яйцях і замороженому м'ясі — до 13 міс, заморожених овочах та фруктах — 2 тижні — 2, 5 місяці. За відповідної температури, pH і вологості сальмонели здатні розмножуватися в окремих об'єктах навколишнього середовища. Нагрівання до 70 °C вони витримують протягом 30 хв. Температурні межі росту — від +7 до +45 °С. При температурі понад +45 °С їх ріст повністю припиняється. Оптимальне значення рН — 4,1-9,0.

## Хвороби, асоційовані з представниками родуSalmonella
Патогенні штами Salmonella зараз майже виключно відносять до виду Salmonella enterica. Salmonella typhi, один з сероварів виду, спричинює черевний тиф, Salmonella paratyphi A, Salmonella paratyphi B, Salmonella paratyphi C — відповідно паратифи. Інші серовари можуть бути збудниками сальмонельозу та харчових отруєнь, особливо при вживанні виготовленого з порушеннями технології м'яса тварин, споживанні сирих яєць тощо. Хоча більшість нетифоїдних випадків сальмонельозу не потребують призначення антибіотиків, при черевному тифі та паратифах їх необхідно застосовувати тривало, лікування проводять у лікувальних стаціонарних закладах.
Тривале використання антибіотиків у тваринництві задля виробництва м'яса зумовило виникнення штамів, резистентних до багатьох антибіотиків.
Сальмонельоз також може передаватися до людей від плазунів, наприклад ігуан і черепах. Центр по контролю захворювань також відмічає випадки сальмонельозу, асоційовані з комерційним вирощуванням домашніх гризунів.
Потрапляння деяких штамів Salmonella typhi murium до певних медичних стаціонарів, де лікують хворих із значними зрушеннями імунітету (відділення гнійної хірургії, геріатричні, гемодіалізу тощо) або немовлят, у яких імунітет ще не розвинено (пологові будинки, терапевтичні та хірургічні відділення для немовлят тощо), призвело до виникнення осередків внутрішньолікарняного (нозокоміального) сальмонельозу, який перебігає як тяжка септична хвороба з виникненням багатьох гнійних вогнищ у різних органах, прогресивним плином, виникненням кахексії, що закінчується вкрай часто смертю.

## Запобігання захворюванням
Для профілактики захворювань, які спричинюють бактерії роду Salmonella, пропонують проводити зокрема дезінфекцію поверхонь, з якими контактують харчові продукти. Ефективним дезинфікуючим агентом є спирт, часто разом з ним використовують четвертинний аніон амонію. Гіпохлорит натрію також є поширеним дезинфікуючими агентами проти бактерій роду Salmonella. Страви, що містять яйця, повинні бути ретельно термічно оброблені перед споживанням.